# Mats Åkerlund
Mats Åkerlund, född 23 mars 1954 i Uppsala, död 29 juli 2023 i Uppsala, är en svensk tonsättare, arrangör, kyrkomusiker samt gatumusikant. Han har sedan början av 1980-talet varit verksam som kyrkomusiker i Vaksala församling i Uppsala.

## Biografi
Åkerlund fick sin kyrkomusikaliska utbildning vid Oskarshamns folkhögskola 1972–1977, och tog kyrkomusikerexamen i Linköping 1975. Han studerade därefter komposition och kontrapunkt för bland andra professor Lars-Erik Rosell vid Kungliga Musikhögskolan i Stockholm 1977–1981.
Utöver sin tjänst som kyrkomusiker har Åkerlund komponerat och arrangerat ett stort antal musikverk, företrädesvis för kyrkligt bruk. 1999 erhöll han 1:a pris i Sveriges Kyrkosångsförbunds tonsättartävling med Te Deum. Han har även komponerat profana verk såsom Gumman Grå - en barnkammaropera som han erhållit Uppsala kommuns kulturpris med - och Döderhultarsviten, för dragspel och kammarorkester. Flera av hans orgelverk har framförts i Sverige, Finland, Lettland samt i Ungern.

## Verklista
- Helige Ande, låt nu ske (SAB, flöjt, orgel/piano, 2018)
  - Helige Ande, låt nu ske (P. Nilsson)
  - Som sol om våren stiger (N. Beskow)
  - Herre, se vi väntar alla (E. Berquist, E. Hane, efter J. Newton)

- Fyra advents- och julsånger (SATB, flöjt, 2010)
  - Hosianna, Davids son (Matt. 21:9)
  - Bereden väg för Herran (arrangemang)
  - När juldagsmorgon glimmar (arrangemang)
  - Förunderligt och märkligt (arrangemang)

- Jag vill sjunga (SAB, Flöjt, orgel/piano, 2011)
  - Jag vill sjunga om min vän (Anders Frostenson)
  - De trodde att Jesus var borta (arrangemang)
  - Upp, min tunga (arrangemang)

- Det var i soluppgången  (SATB, flöjt, orgel/piano ad lib, 2009)
  - Jesus Kristus är uppstånden! (text och musik Ph P Bliss)
  - Det var i soluppgången (Britt G. Hallqvist)

- Behåll oss vid ditt rena ord (SAB, piano/orgel, flöjt, 2017)
  - En såningsman går där (Anders Frostenson)
  - Än lever våra fäders tro (arrangemang)
  - Tänk, vilken undebra nåd (arrangemang)
  - Omkring ditt ord, o Jesus (arrangemang)
  - O Herre, låt ditt namn (arrangemang)
  - Behåll oss vid ditt rena ord (arrangemang)

- Han kommer, han är nära/När inför din dom jag stod (SATB)

- Han är svaret (SAB, 2015)
  - Han har svaret (Arne H Lindgren)
  - Vem skall vi gå till, Herre (Hallqvist Britt G)

- Herre, när din dag är inne (SATB)

- Herren är min herde (Psaltaren 23, SAB)

- O natt av ljus (SATB, trumpet, orgel/piano, 2018)
  - Kom med glädje och med sång (Johannes från Damaskus, John Mason Neale, Anders Frostenson)
  - Herren lever (Göran Bexell)
  - O natt av ljus (Bo Setterlind)

- Te Deum laudamus. (Niketas av Remsiana, diskant, försångare, diskantkör, blandad kör, orgel, 1999). Stycket vann pris 1999.

- Två körhymner (SATB, 1990)
  - Barn av Guds kärlek (Anders Frostenson)
  - Som en skärva ler (Anders Frostenson)

- Vi sjunger med Maria
  - Vi sjunger med Maria (arrangemang)
  - Var hälsad, Herrens moder (arrangemang)
  - Alla källor springer fram i glädje (Eyvind Skeie, Britt G. Hallqvist)

- Varför gick vi bort att söka (Anders Frostenson, SAB, 2014)